# Amegilla tetrataeniata
Amegilla tetrataeniata är en biart som först beskrevs av Giovanni Gribodo 1894.
Amegilla tetrataeniata ingår i släktet Amegilla och familjen långtungebin. Inga underarter finns listade i Catalogue of Life.